# Luis Hernán Reina
Luis Hernán Reina Restrepo (n. Bogotá, 1967-2023) es un director de cine, guionista, periodista e historiador colombiano. Adelantó estudios de historia en la Universidad de los Andes y la Universidad de La Habana. Reina es conocido por ser el creador de la CineGira, un proyecto de cine itinerante que le ofrece la oportunidad de asistir al cine a millones de colombianos que no tienen acceso a esta manifestación cultural.

## Biografía
Nació en Bogotá, Colombia el 24 de noviembre de 1967 y falleció en la misma ciudad el 10 de febrero de 2023. Estudió historia en la Universidad de los Andes y en 1994 viajó a Cuba como corresponsal del diario El Tiempo (Colombia), en donde vivió cinco años. Durante su estancia en la isla, aparte de El Tiempo, trabajó en diferentes momentos como corresponsal de: QAP Noticias, Caracol Radio, Revista Diners, Noticiero Hora Cero, RCN Televisión, Grupo de Diarios América, Noticiero Krypton. Durante su estancia en la isla, culminó sus estudios de historia en la Universidad de La Habana.
A partir de su regreso a Colombia en 1999, abandonó el periodismo y se dedicó a la realización, dirigiendo numerosos documentales, videoclips, cortometrajes y videos institucionales, hasta que en el año 2007, rodó su ópera prima, la película Alborada carmesí.
Frente al penoso panorama de la exhibición cinematográfica en Colombia e inspirado por el documental cubano Por primera vez, Reina decidió iniciar la CineGira para llevar cine a cuarenta millones de colombianos sin acceso a él porque viven en lugares donde no hay pantallas o porque no pueden pagar un boleto de entrada.
En la actualidad Reina trabaja impulsando la CineGira y preparando varios proyectos cinematográficos que incluyen su segundo largometraje.

## Filmografía
Como cineasta, Luis Hernán Reina se caracteriza por mantenerse a la vanguardia tecnológica de su oficio, implementando siempre en sus realizaciones la más avanzada tecnología que le permite reducir costos sin sacrificar calidad de producción.
Largometrajes
- Alborada Carmesí (2009) Película que se exhibe en la primera CineGira.

En preproducción
- Steampunk Espresso (En coproducción internacional).
- Los Últimos (Para rodar en 2010).

Cortometrajes y documentales
- La Ciudad Celeste (1997)
- Cuba Noir (1998)
- Postales (1999)
- Una tacita de Café (2006)
- Cita en Santa Rosa (2006)

Televisión
- Producción, realización y edición de más 60 notas periodísticas de entre uno y siete minutos, para televisión, (1994-1999).
- Producción, realización y edición de más de 50 videoclips y videos institucionales, (2000 a 2007).